# گروه ضربت رایشلایتر روزنبرگ
گروه ضربت رایشلایتر روزنبرگ (آلمانی: Einsatzstab Reichsleiter Rosenberg) یک سازمان حزب نازی بود که در طول جنگ جهانی دوم به تصاحب اموال فرهنگی اختصاص داشت. این حزب توسط ایدئولوگ اصلی حزب نازی، آلفرد روزنبرگ، از داخل دفتر امور خارجه NSDAP رهبری می‌شد. بین سال‌های ۱۹۴۰ و ۱۹۴۵، ERR در فرانسه، کشورهای بنلوکس، لهستان، کشورهای بالتیک، یونان، ایتالیا و در قلمرو اتحاد جماهیر شوروی در رایش‌کومیساریات اوستلند و رایش‌کومیساریات اوکراین فعالیت می‌کرد.